# آفة هيل-ساكس
تُعد آفة هيل-ساكس، أو كسر هيل-ساكس، انخفاضًا قشريًا في الرأس الخلفي الوحشي لعظم العضد، وتنتج عن الانحشار القسري لرأس العضد على الحافة الحقانية السفلية الأمامية في حالات خلع الكتف الأمامي.

## الأسباب
تترافق الآفة مع خلع الكتف الأمامي؛ عندما يُبعد عظم العضد عن التجويف الحقاني، ينحشر رأسه الناعم نسبيًا على الحافة الأمامية للجوف الحقاني، ما يؤدي إلى شق أو تسطيح في الجانب الخلفي الوحشي لرأس العضد، عكس الناتئ الغرابي عادةً. ينتج خلع الكتف عن إصابة رضية عادةً، لكن سبب الخلع قد يختلف، خاصة عند وجود قصة خلع سابق. يُذكر أيضًا من أسباب الخلع الأمامي كل من الرياضة والسقوط والنوبات والاعتداءات والرمي ومحاولات الوصول إلى شيء ما وشد الذراع والتقلب في السرير.

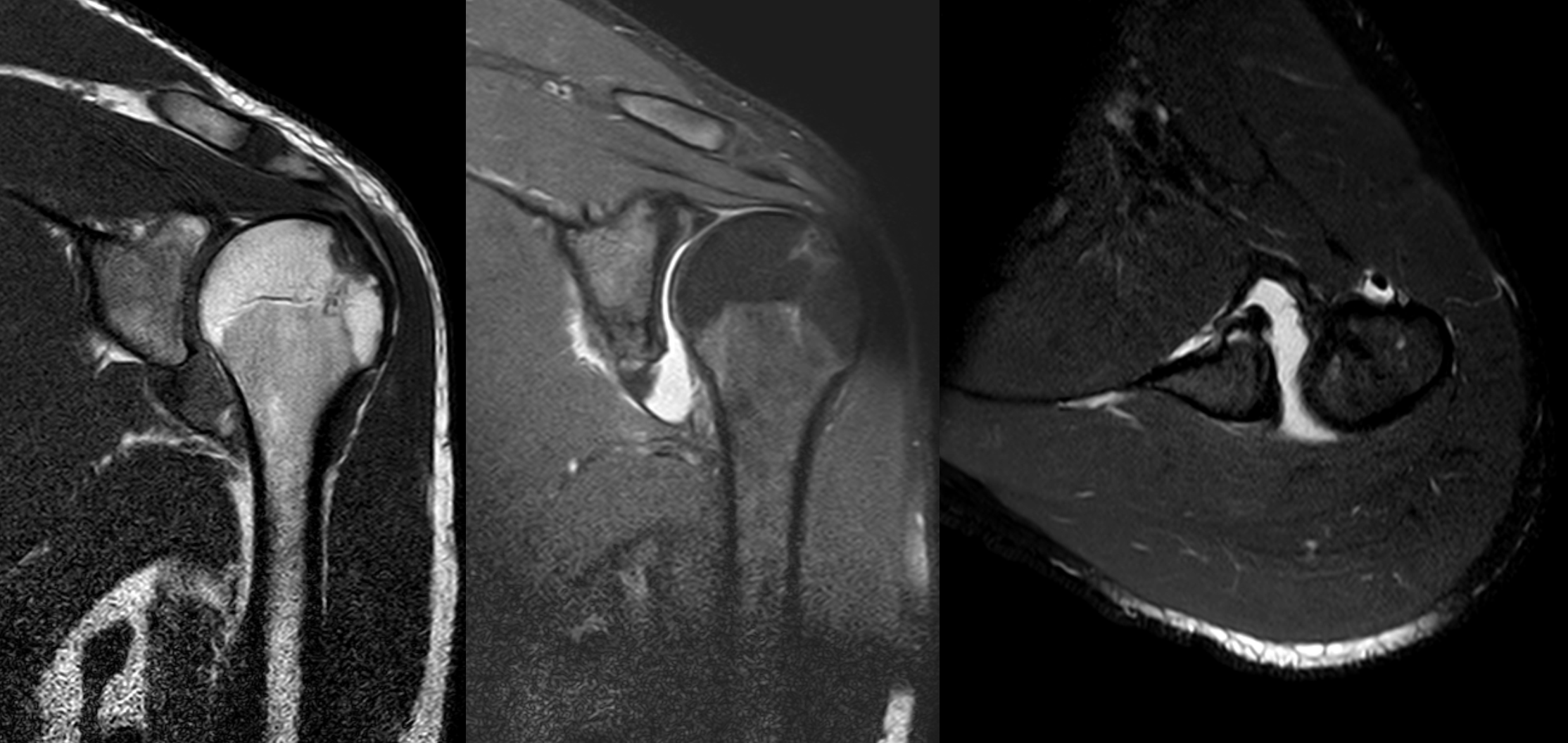
التصوير بالرنين المغناطيسي للكتف بعد الخلع مع آفة هيل-ساكس وآفة بانكارت الشفيهية.

## التشخيص

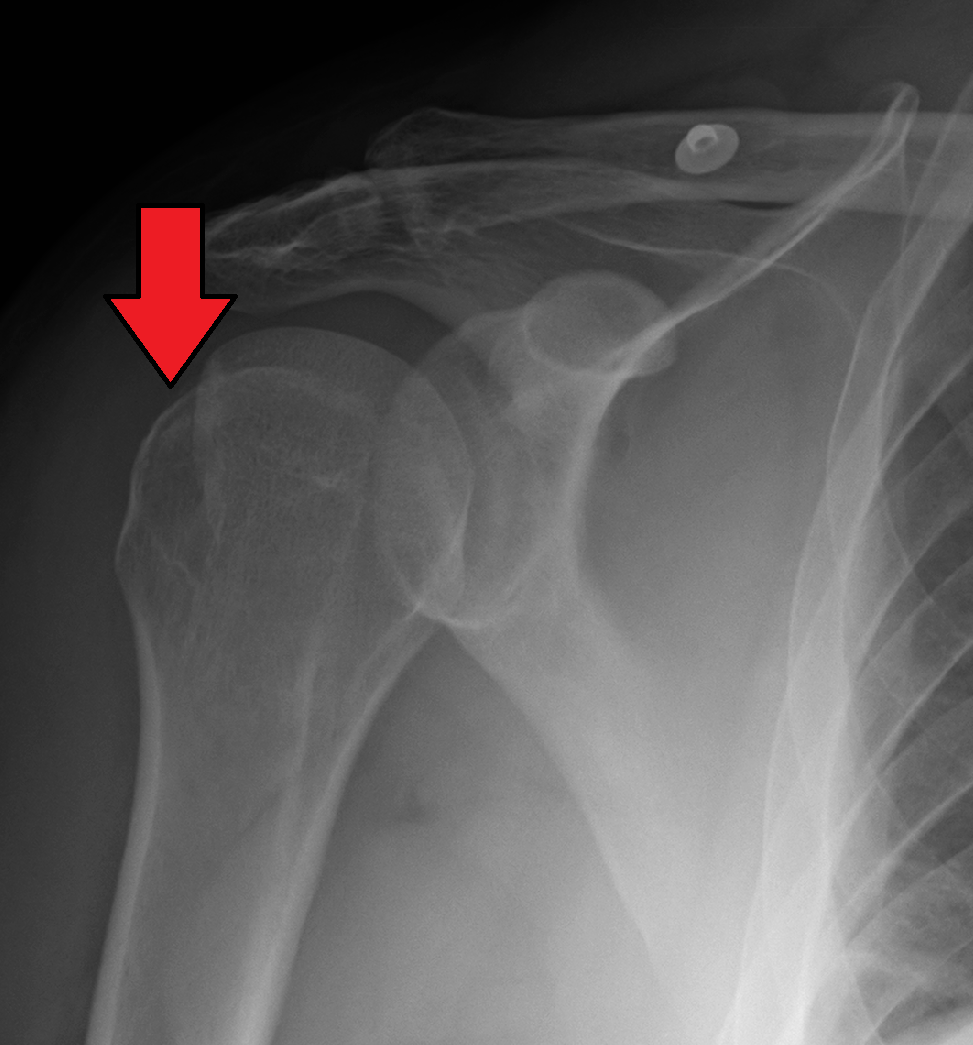
آفة هيل-ساكس بعد خلع الكتف.

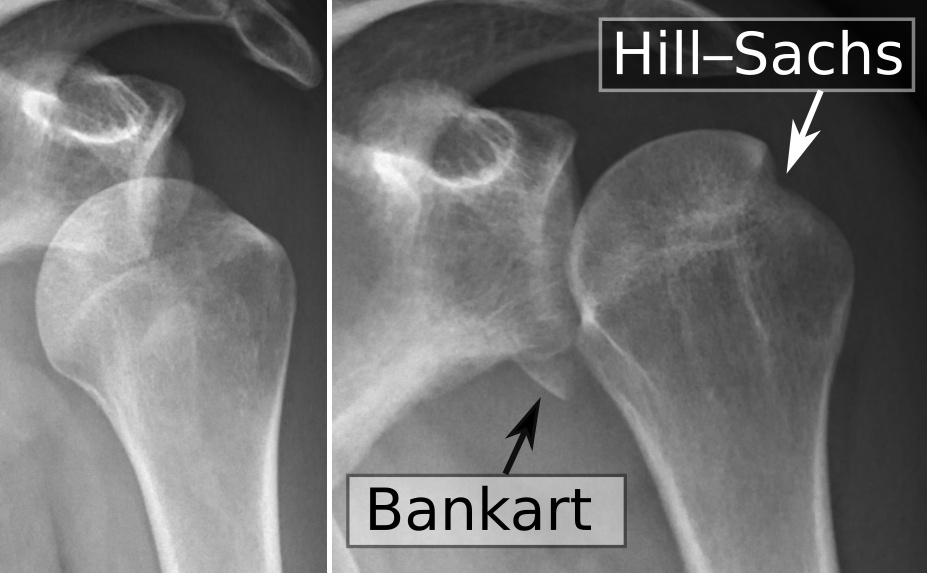
تظهر صورة الأشعة السينية على اليسار خلعًا أماميًا لدى شاب بعد محاولته النهوض من سريره. تظهر الأشعة السينية على اليمين نفس الكتف بعد رد الخلع والتدوير الداخلي، ما يكشف عن آفة بانكارت وآفة هيل-ساكس.

يمكن التوجه نحو هذا التشخيص من طريق أخذ القصة المرضية والفحص البدني والتصوير الطبي بعدهما. يزداد الخوف من حدوث الخلع الأمامي في المناورات الحركية المحرضة، ويعود ذلك بصورة أساسية إلى طبيعة الإصابة. صُنفت آفات هيل ساكس على أنها «التحامية» أو «غير التحامية»، وذلك تبعًا لإمكانية انخلاع البنية الحقانية جزئيًا في آفة رأس العضد الالتحامية في أثناء التبعيد والدوران الخارجي. تنطوي الخلوع الالتحامية على ارتفاع مخاطر الإصابة بخلع أمامي متكرر، وقد يساعد وجودها على توجيه التدبير الجراحي. يبدأ التشخيص بالتصوير تقليديًا بالأشعة السينية. توفر الصور الشعاعية الأمامية الخلفية (إيه بّي) للكتف والذراع مع التدوير الداخلي أفضل النتائج، بينما تميل المناظر الإبطية والصور الشعاعية الأمامية الخلفية ذات الدوران الخارجي إلى حجب العيب على الصورة. على أي حال، يُصعب الألم والمضض الحاصلان في المفصل المصاب التصوير بالوضعية المناسبة، وفي دراسة حديثة حول تصوير آفات هيل-ساكس بالتصوير الشعاعي، وصلت حساسية هذا النوع من التصوير إلى نحو 20% فقط، أي أن النتيجة لم تكن مرئية على الصورة الشعاعية بالفلم البسيط في 80% من الحالات.
من جهة أخرى، أثبتت الدراسات قيمة التصوير بالأمواج فوق الصوتية في تشخيص آفات هيل-ساكس. في مجموعة عانت خلوعًا متكررة بعد الاعتماد على الموجودات التي أظهرتها الجراحة كمعيار ذهبي، أظهرت النتائج أن الحساسية وصلت إلى 96%. في دراسة ثانية لمجموعة من المرضى عانت عدم استقرار الكتف المستمر بعد الصدمة الرضية، اسُتخدم فيها التصوير بالأشعة المقطعية مزدوجة التباين كمعيار ذهبي، ثبت أن حساسية الأمواج فوق الصوتية قد تعدت نسبة 95%. يؤخذ في الاعتبار أن المرضى في كلتا الدراستين عانوا مشكلات مستمرة بعد الإصابة الأولية، وعليه كان وجود آفة هيل-ساكس أكثر احتمالًا. على أي حال، توفر الموجات فوق الصوتية مزايا مهمة، أضافة إلى كونها وسيلة غير جراحية وخالية من الإشعاع.
ثبت أن التصوير بالرنين المغناطيسي وسيلة موثوقة للغاية عند تشخيص آفات هيل-ساكس (وبانكارت). استخدمت إحدى الدراسات منهجية صعبة؛ طُبقت على مجموعة مرضى عانوا خلعًا لمرة واحدة أو لأول مرة، وعليه يُحتمل صغر هذه الآفات وصعوبة اكتشافها. راجع اختصاصيان من قسم الأشعة نتائج التصوير بالرنين المغناطيسي دون أن يعلموا نتائج الجراحة نتيجة الجراحة، إضافةً إلى مراجعة جراحَي عظام شرائط فيديو لإجراءات تنظير المفصل، دون اطلاعهما على نتائج التصوير بالرنين المغناطيسي. حُسب بعدها معامل الاتفاق الخاص بنتائج التصوير بالرنين المغناطيسي ونتائج تنظير المفصل ليحصل الباحثون على اتفاق تام (كابا = 1.0) لآفات هيل-ساكس وبانكارت.

## العلاج
يعتمد قرار إصلاح آفة هيل-ساكس على ارتباطها باستمرار الأعراض وعدم استقرار الخلع، خاصةً في المرضى الذين تقل أعمارهم عن 25 عامًا وفي الإصابات الناجمة عن رياضات الرمي. قد يرتبط دور آفة هيل-ساكس في استمرار الأعراض بعرض الآفة وعمقها، خاصةً إذا شملت أكثر من 20% من السطح المفصلي. قد توجد آفات أو كسور عظمية مصاحبة للآفة في الجوف الحقاني مثل آفة بانكارت العظمية؛ قد يشمل الإصلاح الجراحي في مثل هذه السيناريوهات إجراء التكبير العظمي، ومن الأمثلة الشائعة عليه يُذكر إجراء لاتارجيت. قد توجد أيضًا آفات إضافية مثل إصابة بانكارت أو تمزق سلاب (SLAP) أو إصابة العضلة ذات الرأسين.

## الحدوث
يبقى معدل حدوث آفة هيل-ساكس غير معلوم على وجه اليقين. أُبلغ عن وجوده بنسبة تتراوح بين 40% و90% من المرضى الذين عانوا عدم استقرار الكتف الأمامي الناجم عن خلع جزئي أو تام، علمًا أن هذه النسبة قد تصل إلى 100% لدى أصحاب الإصابات المتكررة. يعد وجود الآفة علامة مميزة على الخلع، وعليه تُستخدم كمؤشر على حدوث خلع حتى لو استعاد المفصل وضعه الطبيعي منذ ذلك الحين. قد تسهم كسور هيل-ساكس الالتحامية الكبيرة في عدم استقرار الكتف وغالبًا ما تسبب فرقعة مؤلمة في المفصل أو صعوبة في تحريكه أو طقطقة فيه. تقدر التقارير متوسط عمق آفة هيل-ساكس بنحو 4.1 ملم.

## التسمية
سميت الآفة على اسم هارولد آرثر هيل (1901-1973) وموريس ديفيد ساكس (1909-1987)، وهما اختصاصيا أشعة من سان فرانسيسكو. نشر الطبيبان في عام 1940 ورقة بحثية حول 119 حالة خلع في الكتف، وأظهرا أن الآفة نتجت عن تطبيق ضغط مباشر على رأس العضد. كان الكسر معروفًا كعلامة على حدوث خلع الكتف قبل نشر ورقتهم البحثية، لكن الآلية الدقيقة لم تكن مؤكدةً بعد.